# Ducado de Parcent
El ducado de Parcent es un título nobiliario español, creado el 25 de marzo de 1914 por el rey Alfonso XIII a favor de Fernando de la Cerda y Carvajal, IX conde de Parcent (título extinguido) y X conde de Contamina. La creación del ducado de Parcent proviene de la elevación a ducado, en 1914, del antiguo condado de Parcent, que había sido creado el 10 de julio de 1649 a favor de Constantino Cernesio y Odescalchi. La Grandeza de España, se concedió el 13 de agosto de 1709 por Felipe V a favor de José Gernesio y Perellós, III conde de Parcent.
Su denominación hace referencia a la localidad de Parcent, localidad integrada en la comarca de Marina Alta, en la provincia de Alicante

## Duques de Parcent
|                                                                  | Titular                                                              | Periodo                                                          |
| Condes de Parcent Concesión por Felipe IV el 10 de julio de 1649 | Condes de Parcent Concesión por Felipe IV el 10 de julio de 1649     | Condes de Parcent Concesión por Felipe IV el 10 de julio de 1649 |
| ---------------------------------------------------------------- | -------------------------------------------------------------------- | ---------------------------------------------------------------- |
| I                                                                | Constantino Cernesio y Odescalchi                                    | 1649-1664                                                        |
| II                                                               | Manuel Cernesio y Tárrega                                            | 1664-1705                                                        |
| Concesión de la Grandeza el 8 de agosto de 1709 por Felipe V     |                                                                      |                                                                  |
| III                                                              | José Manuel Cernesio y Odescalchi                                    | 1705-1742                                                        |
| IV                                                               | María Josefa Cernesio y Guzmán                                       | 1742-1779                                                        |
| V                                                                | José María de la Cerda y Cernesio                                    | 1779-1811                                                        |
| VI                                                               | José Antonio de la Cerda y Marín de Resende                          | 1811-1825                                                        |
| VII                                                              | José Máximo de la Cerda y Palafox                                    | 1825-1851                                                        |
| VIII                                                             | Juan José de la Cerda y Gand-Villain                                 | 1851-1870                                                        |
| IX                                                               | Fernando de la Cerda y Carvajal Gand-Villain y de Queralt (I duque)  | 1872-1937                                                        |
| Elevación a ducado por Alfonso XIII                              |                                                                      |                                                                  |
| I                                                                | Fernando de la Cerda y Carvajal Gand-Villain y de Queralt (IX conde) | 1914-1927                                                        |
| II                                                               | Casimiro Florencio Granzow de la Cerda Jaeger y Cortés               | 1931-1968                                                        |
| III                                                              | Fernando Granzow de la Cerda y Chaguaceda                            | 1970-2014                                                        |
| IV                                                               | Juan Granzow de la Cerda y Roca de Togores                           | 2014-actual titular                                              |

## Historia de los condes y después duques de Parcent
- Constantino Cernesio y Odescalchi (m. después del 17 de enero de 1664), I conde de Parcent.[1] Era italiano, de Como, afincado en Valencia y sobrino del papa Inocencio XI.[2] Era hijo de Jerónimo Cernesio (Cernuzzi) y de Claudia Odescalchi.[3]

Casó con Ana María Tárrega, hija de Gaspar Tárrega. Sin descendencia.  Le sucedió su sobrino, hijo de su hermano, Francisco Cernesio Odescalchi (m. 1639) y de Catalina Catalina Tárrega, hermana de su esposa Ana María. Estos últimos fueron los padres de su sobrino que le sucedió en el condado:
- Manuel Cernesio y Tárrega (1630-después del 4 de marzo de 1705), II conde de Parcent.[1][3]

Casó en primeras nupcias el 16 de abril de 1659 con Isabel de Calatayud y Carroz (m. 1667). Contrajo un segundo matrimonio con Inés de Perellós Pardo, hija de Giner Rabassa de Perellós y Rocafull, marqués de Dos Aguas, y de Luisa Pardo de la Casta y Aguilar, hija de los marqueses de la Casta. Sucedió su hijo del segundo matrimonio:
- José Manuel Cernesio-Odescalchi y Perellós (Valencia, 12 de marzo de 1672-Valencia, 28 de abril de 1742),[4] III conde de Parcent, grande de España,[1] regidor perpetuo, gentilhombre de cámara y caballero de la Orden de Montesa.[4]

Casó en primeras nupcias, el 22 de septiembre de 1688, con Mencía de Bazán y Benavides, y en segundas nupcias, el 29 de septiembre de 1724, con Ana Antonia de Guzmán y Spínola, hija de Martín Domingo de Guzmán y Niño, IV marqués de Montealegre, y de Teresa Spínola y Colonna, hija de Paolo Vicenzo Spínola y Doria, III marqués de los Balbases. Le sucedió su hija del segundo matrimonio:
- María Josefa Cernesio y Guzmán (m. después del 3 de febrero de 1779), IV condesa de Parcent, grande de España.[1]

Casó, el 19 de febrero de 1746, con Joaquín María de la Cerda, hijo de José María de la Cerda y Manrique de Lara, XII conde de Paredes de Nava, grande de España, y IV marqués de la La Laguna de Camero Viejo, y de su esposa, Manuela María Josefa Téllez-Girón y Benavides. Sucedió su hijo:
- José María de la Cerda y Cernesio (Madrid, 23 de julio de 1747-Valencia, 17 de septiembre de 1811),[8] V conde de Parcent, grande de España.[1]

Casó, el 17 de noviembre de 1768 en Zaragoza, con María del Carmen Antonia Marín de Resende Fernández de Heredia, V condesa de Bureta. Sucedió su hijo:
- José Antonio de la Cerda y Marín de Resende (Valencia, 29 de abril de 1771-Valencia, 26 de julio de 1825),[8] VI conde de Parcent, grande de España,[1] VII marqués de Bárboles, VI marqués de Eguaras, VI conde del Villar, VII conde de Contamina, IX vizconde de Mendinueta y VII conde de San Clemente (título que perdió por sentencia).[8]

Contrajo matrimonio, el 28 de diciembre de 1793, con María Ramona de Palafox Portocarrero (m. 1823), hija de Felipe Antonio José de Palafox Centurión Croy D'Havrè y Lacarra, y de María Francisca de Guzmán Portocarrero, VI condesa de Montijo, VII marquesa de Valderrábano, V condesa de Fuentidueña, etc. Sucedió su hijo:
- José Máximo de la Cerda y Palafox (Valencia, 18 de noviembre de 1794-Madrid, 16 de febrero de 1851), VII conde de Parcent, grande de España,  VIII conde de Contamina, VIII marqués de Bárboles, VII marqués de Eguaras, VII conde del Villar, XI marqués de Fuente el Sol, X vizconde de Mendinueta, mayordomo mayor y jefe de la casa del infante Francisco de Paula Antonio de Borbón, gentilhombre grande de España con ejercicio y servidumbre del rey Fernando VII y de la reina Isabel II,[8] prócer y senador por la provincia de Valencia y senador vitalicio.[10]

Casó, en 1815 en Madrid, con María Luisa de Gand-Villain (m. 1824), vizcondesa de Gand y condesa del Sacro Imperio Romano. Sucedió su hijo:
- Juan José de la Cerda y Gand-Villain (Valencia, 27 de diciembre de 1817-Ávila, 17 de agosto de 1870), VIII conde de Parcent, grande de España,[1] IX marqués de Bárboles, XII marqués de Fuente el Sol, IX conde de Contamina, VIII conde del Villar y XI vizconde de Mendinueta, caballero de la Orden de Montesa y de la Orden de Malta y gentilhombre de cámara con ejercicio y servidumbre.[8]

Casó en primeras nupcias, el 12 de febrero de 1846, con Fernanda Martínez de Carvajal y de Queralt (m. 1848), hija de José Miguel de Carvajal y Vargas, II duque de San Carlos, VIII conde de Castilejo y IX conde del Puerto. Contrajo un segundo matrimonio, el 28 de enero de 1853, con Juana Peregrina Cortés y Valero.
De su segundo matrimonio nació Luis de la Cerda y Cortés que casó con María del Pilar Seco y Belza. Fueron padres, entre otros, de María del Pilar de la Cerda y Seco, X condesa del Villar, que contrajo un primer matrimonio, en París, el 8 de noviembre de 1894, con Estanislao Federico Granzow (Varsovia, 4 de abril de 1861-17 de agosto de 1905) y de este matrimonio nació el II duque de Parcent, sobrino nieto del I duque. Le sucedió el hijo de su primer matrimonio:
- Fernando de la Cerda y Carvajal Gand-Villain y de Queralt (Madrid, 30 de mayo de 1847-13 de julio de 1927[1]), IX conde y I duque de Parcent, grande de España,[a] X conde de Contamina y mayordomo mayor de la reina.[1]

Casó, en primeras nupcias, el 30 de mayo de 1887, con Josefa María de Ugarte-Barrientos y Méndez de Sotomayor Casaux y Gálvez y en segundas nupcias, el 27 de mayo de 1914, con Trinidad de Scholtz-Hermensdorf y de Behrz, dama de la Reina Victoria Eugenia de Battenberg, hija de Enrique Guillermo Scholtz-Hermensdorf y Caravaca I marqués de Belvís de las Navas. De su primer matrimonio solo tuvo un hijo, Fernando Jaime de la Cerda y Ugarte-Barrientos (1888-1908) que permaneció soltero y murió antes que su padre. Le sucedió su sobrino nieto:
- Casimiro Florencio Granzow de la Cerda Jaeger y Cortés (Kawęczyn, Polonia, 27 de julio de 1895[11]-6 de septiembre de 1968), II duque de Parcent,[1] XI conde de Contamina.[12][11]

Casó con María de Gracia Chaguaceda y Peñarredonda (m. 1981). Le sucedió su hijo:
- Fernando Granzow de la Cerda y Chaguaceda (m. Madrid, 18 de enero de 2014[13]), III duque de Parcent,[1] XII conde de Contamina y XI conde del Villar.[11]

Casó, el 2 de agosto de 1954, con María de los Ángeles Roca de Togores y Martínez Campos, V vizcondesa de Rocamora. De este matrimonio nacieron: Íñigo; Fernando, conde de Villar; Myriam, condesa de Rocamora; y, Juan Granzow de la Cerda y Roca de Togores. Sucedió su hijo:
- Juan Granzow de la Cerda y Roca de Togores, IV y actual duque de Parcent,[11][14] XIII conde de Contamina, caballero maestrante de Valencia.[11]

Casó, el 17 de septiembre de 1991, en Madrid, con Myriam MacCrohon y Saiz, padres de tres hijos: Francisco de Borja, inmediato sucesor, caballero maestrante de Valencia; Blanca; y, Beatriz Granzow de la Cerda y  MacCrohon.